# Snídaně se Scotem
Snídaně se Scotem (v originále Breakfast with Scot) je kanadský hraný film z roku 2007, který režírovala Laurie Lynd podle románu Michaela Downinga. Film vypráví příběh dvou gay partnerů, kteří se musejí dočasně postarat o sirotka. Snímek byl v ČR uveden v roce 2008 na filmovém festivalu Mezipatra. Snímek měl světovou premiéru na Mezinárodním filmovém festivalu v Torontu dne 9. září 2007.

## Děj
Eric je bývalý hokejový hráč Toronto Maple Leafs. Nyní pracuje jako sportovní redaktor v místní televizi a žije se svým partnerem Samem, právníkem. Bydlí na předměstí a oba (především ale Eric) se snaží před okolím skrývat svou homosexualitu. Jejich stereotypní život je však jednoho dne narušen příchodem 11letého sirotka Scota, jehož matka se předávkovala. Ve své závěti uvedla, že opatrovníkem jejího syna se má stát její bývalý přítel Billy, Samův bratr. Billy však pobývá kdesi v Latinské Americe a o Scota nejeví zájem do té doby, než se dozví o finančním příspěvku ze životní pojistky. Než si pro Scota přijede, musí Scot bydlet u Erica a Sama. Scot však působí velmi zženštile, zajímá se o muzikály, módu a make-up, což irituje především Erica a mezi muži vzrůstá napětí. Eric se nakonec se Scotem sblíží přes lední hokej. O Vánocích nečekaně přijíždí Billy pro Scota, ten ale nakonec zůstává s Ericem a Samem.

## Obsazení
| Tom Cavanagh     | Eric McNally        |
| Noah Bernett     | Scot                |
| Ben Shenkman     | Sam                 |
| Colin Cunningham | Billy               |
| Graham Greene    | Bud Wilson          |
| Fiona Reid       | Mildred Monterossos |
| Jeananne Goossen | Nula                |
| Benz Antoine     | Greg Graham         |